# PRIDE Total Elimination 2004
PRIDE Total Elimination 2004 fue un evento de artes marciales mixtas producido por PRIDE Fighting Championships, celebrado el 25 de abril de 2004 en el Saitama Super Arena de Saitama.

## Cuadro de desarrollo
|  | Ronda Inaugural Total Elimination (25 de abril) | Ronda Inaugural Total Elimination (25 de abril) | Ronda Inaugural Total Elimination (25 de abril) |                          |                           | Cuartos de final Critical Countdown (20 de junio) | Cuartos de final Critical Countdown (20 de junio) | Cuartos de final Critical Countdown (20 de junio) |  |  | Semifinales Final Conflict (15 de agosto) | Semifinales Final Conflict (15 de agosto) | Semifinales Final Conflict (15 de agosto) |  |  | Final Final Conflict (15 de agosto) | Final Final Conflict (15 de agosto) | Final Final Conflict (15 de agosto) |  |
|  |                                                 |                                                 |                                                 |                          |                           |                                                   |                                                   |                                                   |  |  |                                           |                                           |                                           |  |  |                                     |                                     |                                     |  |
|  |                                                 |                                                 |                                                 |                          |                           |                                                   |                                                   |                                                   |  |  |                                           |                                           |                                           |  |  |                                     |                                     |                                     |  |
|  | Bandera de Rusia                                | Serguéi Jaritónov                               | KO                                              |                          |                           |                                                   |                                                   |                                                   |  |  |                                           |                                           |                                           |  |  |                                     |                                     |                                     |  |
|  | Bandera de Rusia                                | Serguéi Jaritónov                               | KO                                              |                          |                           |                                                   |                                                   |                                                   |  |  |                                           |                                           |                                           |  |  |                                     |                                     |                                     |  |
|  | Bandera de Brasil                               | Murilo Rua                                      | 4:14                                            |                          |                           |                                                   |                                                   |                                                   |  |  |                                           |                                           |                                           |  |  |                                     |                                     |                                     |  |
|  | Bandera de Brasil                               | Murilo Rua                                      | 4:14                                            |                          | Bandera de Rusia          | Serguéi Jaritónov                                 |                                                   |                                                   |  |  |                                           |                                           |                                           |  |  |                                     |                                     |                                     |  |
|  |                                                 |                                                 |                                                 |                          | Bandera de Rusia          | Serguéi Jaritónov                                 |                                                   |                                                   |  |  |                                           |                                           |                                           |  |  |                                     |                                     |                                     |  |
|  |                                                 |                                                 | Bandera de los Países Bajos                     | Semmy Schilt             |                           |                                                   |                                                   |                                                   |  |  |                                           |                                           |                                           |  |  |                                     |                                     |                                     |  |
|  | Bandera de los Países Bajos                     | Semmy Schilt                                    | Bandera de los Países Bajos                     | Semmy Schilt             | SUB                       |                                                   |                                                   |                                                   |  |  |                                           |                                           |                                           |  |  |                                     |                                     |                                     |  |
|  | Bandera de los Países Bajos                     | Semmy Schilt                                    |                                                 |                          |                           |                                                   |                                                   |                                                   |  |  |                                           |                                           |                                           |  |  |                                     |                                     |                                     |  |
|  | Bandera de Estados Unidos                       | Gan McGee                                       | 5:02                                            |                          |                           |                                                   |                                                   |                                                   |  |  |                                           |                                           |                                           |  |  |                                     |                                     |                                     |  |
|  | Bandera de Estados Unidos                       | Gan McGee                                       | 5:02                                            |                          |                           |                                                   | Bandera de ?                                      |                                                   |  |  |                                           |                                           |                                           |  |  |                                     |                                     |                                     |  |
|  |                                                 |                                                 |                                                 |                          |                           |                                                   |                                                   |                                                   |  |  |                                           |                                           |                                           |  |  |                                     |                                     |                                     |  |
|  |                                                 |                                                 | Bandera de ?                                    |                          |                           |                                                   |                                                   |                                                   |  |  |                                           |                                           |                                           |  |  |                                     |                                     |                                     |  |
|  | Bandera de Japón                                | Naoya Ogawa                                     | SUB                                             |                          |                           |                                                   |                                                   |                                                   |  |  |                                           |                                           |                                           |  |  |                                     |                                     |                                     |  |
|  | Bandera de Japón                                | Naoya Ogawa                                     | SUB                                             |                          |                           |                                                   |                                                   |                                                   |  |  |                                           |                                           |                                           |  |  |                                     |                                     |                                     |  |
|  | Bandera de Alemania                             | Stefan Leko                                     | 1:34                                            |                          |                           |                                                   |                                                   |                                                   |  |  |                                           |                                           |                                           |  |  |                                     |                                     |                                     |  |
|  | Bandera de Alemania                             | Stefan Leko                                     | 1:34                                            |                          | Bandera de Japón          | Naoya Ogawa                                       |                                                   |                                                   |  |  |                                           |                                           |                                           |  |  |                                     |                                     |                                     |  |
|  |                                                 |                                                 |                                                 |                          | Bandera de Japón          | Naoya Ogawa                                       |                                                   |                                                   |  |  |                                           |                                           |                                           |  |  |                                     |                                     |                                     |  |
|  |                                                 |                                                 | Bandera de Brasil                               | Paulo César da Silva     |                           |                                                   |                                                   |                                                   |  |  |                                           |                                           |                                           |  |  |                                     |                                     |                                     |  |
|  | Bandera de Brasil                               | Paulo César da Silva                            | Bandera de Brasil                               | Paulo César da Silva     | SUB                       |                                                   |                                                   |                                                   |  |  |                                           |                                           |                                           |  |  |                                     |                                     |                                     |  |
|  | Bandera de Brasil                               | Paulo César da Silva                            |                                                 |                          |                           |                                                   |                                                   |                                                   |  |  |                                           |                                           |                                           |  |  |                                     |                                     |                                     |  |
|  | Bandera de Estados Unidos                       | Henry Miller                                    | 4:04                                            |                          |                           |                                                   |                                                   |                                                   |  |  |                                           |                                           |                                           |  |  |                                     |                                     |                                     |  |
|  | Bandera de Estados Unidos                       | Henry Miller                                    | 4:04                                            |                          |                           |                                                   |                                                   |                                                   |  |  |                                           | Bandera de ?                              |                                           |  |  |                                     |                                     |                                     |  |
|  |                                                 |                                                 |                                                 |                          |                           |                                                   |                                                   |                                                   |  |  |                                           |                                           |                                           |  |  |                                     |                                     |                                     |  |
|  |                                                 |                                                 | Bandera de ?                                    |                          |                           |                                                   |                                                   |                                                   |  |  |                                           |                                           |                                           |  |  |                                     |                                     |                                     |  |
|  | Bandera de Estados Unidos                       | Heath Herring                                   | TKO                                             |                          |                           |                                                   |                                                   |                                                   |  |  |                                           |                                           |                                           |  |  |                                     |                                     |                                     |  |
|  | Bandera de Estados Unidos                       | Heath Herring                                   | TKO                                             |                          |                           |                                                   |                                                   |                                                   |  |  |                                           |                                           |                                           |  |  |                                     |                                     |                                     |  |
|  | Bandera de Japón                                | Kazuo Takahashi                                 | 4:53                                            |                          |                           |                                                   |                                                   |                                                   |  |  |                                           |                                           |                                           |  |  |                                     |                                     |                                     |  |
|  | Bandera de Japón                                | Kazuo Takahashi                                 | 4:53                                            |                          | Bandera de Estados Unidos | Heath Herring                                     |                                                   |                                                   |  |  |                                           |                                           |                                           |  |  |                                     |                                     |                                     |  |
|  |                                                 |                                                 |                                                 |                          | Bandera de Estados Unidos | Heath Herring                                     |                                                   |                                                   |  |  |                                           |                                           |                                           |  |  |                                     |                                     |                                     |  |
|  |                                                 |                                                 | Bandera de Brasil                               | Antônio Rodrigo Nogueira |                           |                                                   |                                                   |                                                   |  |  |                                           |                                           |                                           |  |  |                                     |                                     |                                     |  |
|  | Bandera de Brasil                               | Antônio Rodrigo Nogueira                        | Bandera de Brasil                               | Antônio Rodrigo Nogueira | SUB                       |                                                   |                                                   |                                                   |  |  |                                           |                                           |                                           |  |  |                                     |                                     |                                     |  |
|  | Bandera de Brasil                               | Antônio Rodrigo Nogueira                        |                                                 |                          |                           |                                                   |                                                   |                                                   |  |  |                                           |                                           |                                           |  |  |                                     |                                     |                                     |  |
|  | Bandera de Japón                                | Hirotaka Yokoi                                  | 11:25                                           |                          |                           |                                                   |                                                   |                                                   |  |  |                                           |                                           |                                           |  |  |                                     |                                     |                                     |  |
|  | Bandera de Japón                                | Hirotaka Yokoi                                  | 11:25                                           |                          |                           |                                                   | Bandera de ?                                      |                                                   |  |  |                                           |                                           |                                           |  |  |                                     |                                     |                                     |  |
|  |                                                 |                                                 |                                                 |                          |                           |                                                   |                                                   |                                                   |  |  |                                           |                                           |                                           |  |  |                                     |                                     |                                     |  |
|  |                                                 |                                                 | Bandera de ?                                    |                          |                           |                                                   |                                                   |                                                   |  |  |                                           |                                           |                                           |  |  |                                     |                                     |                                     |  |
|  | Bandera de Rusia                                | Fiódor Yemeliánenko                             | SUB                                             |                          |                           |                                                   |                                                   |                                                   |  |  |                                           |                                           |                                           |  |  |                                     |                                     |                                     |  |
|  | Bandera de Rusia                                | Fiódor Yemeliánenko                             | SUB                                             |                          |                           |                                                   |                                                   |                                                   |  |  |                                           |                                           |                                           |  |  |                                     |                                     |                                     |  |
|  | Bandera de Estados Unidos                       | Mark Coleman                                    | 2:11                                            |                          |                           |                                                   |                                                   |                                                   |  |  |                                           |                                           |                                           |  |  |                                     |                                     |                                     |  |
|  | Bandera de Estados Unidos                       | Mark Coleman                                    | 2:11                                            |                          | Bandera de Rusia          | Fiódor Yemeliánenko                               |                                                   |                                                   |  |  |                                           |                                           |                                           |  |  |                                     |                                     |                                     |  |
|  |                                                 |                                                 |                                                 |                          | Bandera de Rusia          | Fiódor Yemeliánenko                               |                                                   |                                                   |  |  |                                           |                                           |                                           |  |  |                                     |                                     |                                     |  |
|  |                                                 |                                                 | Bandera de Estados Unidos                       | Kevin Randleman          |                           |                                                   |                                                   |                                                   |  |  |                                           |                                           |                                           |  |  |                                     |                                     |                                     |  |
|  | Bandera de Estados Unidos                       | Kevin Randleman                                 | Bandera de Estados Unidos                       | Kevin Randleman          | KO                        |                                                   |                                                   |                                                   |  |  |                                           |                                           |                                           |  |  |                                     |                                     |                                     |  |
|  | Bandera de Estados Unidos                       | Kevin Randleman                                 |                                                 |                          |                           |                                                   |                                                   |                                                   |  |  |                                           |                                           |                                           |  |  |                                     |                                     |                                     |  |
|  | Bandera de Croacia                              | Mirko Cro Cop                                   | 1:57                                            |                          |                           |                                                   |                                                   |                                                   |  |  |                                           |                                           |                                           |  |  |                                     |                                     |                                     |  |
|  | Bandera de Croacia                              | Mirko Cro Cop                                   | 1:57                                            |                          |                           |                                                   |                                                   |                                                   |  |  |                                           |                                           |                                           |  |  |                                     |                                     |                                     |  |
|  |                                                 |                                                 |                                                 |                          |                           |                                                   |                                                   |                                                   |  |  |                                           |                                           |                                           |  |  |                                     |                                     |                                     |  |